# 拿舒維爾足球會
拿舒維爾足球會（Nashville SC）是美國職業足球大聯盟中的一支球隊，位於田纳西州納士維。其前身是參加USL的同名球隊，並於在2020年加入大聯盟。最初兩賽季以日產體育場為臨時主場，並於2022年落成專屬主場喬達公園。
2020年2月29日，球队的MLS首场比赛是在日产体育场主场迎战亚特兰大联。这场比赛吸引了59069人现场观战，创下了田纳西州参加人数最多的足球赛事记录。

## 會徽及主色
拿舒維爾足球會的主色為金色和藍色，設計參考了納士維市旗。会徽呈八角形，中間有字母「N」和數條藍色豎線。

## 外部連結
- 官方网站